# Levi Morton
Levi Parsons Morton (Shoreham (Vermont), 16 mei 1824 – Rhinebeck (New York), 16 mei 1920) was een Amerikaans politicus. Hij was de 22e vicepresident van de Verenigde Staten.

## Levensloop
Morton verliet school op jonge leeftijd om te werken als bediende bij een kruidenier. Later werd hij actief in het zakenleven en belandde in New York waar hij werkzaam als bankier. Hij zou uitgroeien tot een van de belangrijkste bankiers aan de oostkust van de Verenigde Staten.
Morton stelde zich in 1876 verkiesbaar voor het Huis van Afgevaardigden, maar werd niet gekozen. In 1878 werd hij wel namens de Republikeinse Partij gekozen. Door James A. Garfield, op dat moment de Republikeinse kandidaat voor het presidentschap, werd Morton gevraagd als zijn Running mate. Hij weigerde. Als hij ja had gezegd zou hij uiteindelijk president van de Verenigde Staten zijn geworden door Garfield het leven verloor bij een aanslag. In plaats daarvan vroeg hij voor een benoeming tot ambassadeur in Frankrijk of Groot-Brittannië. Hij werd benoemd in Frankrijk en was daar van 1881 tot 1885 de Amerikaanse ambassadeur. Morton werd erg populair in Frankrijk. Hij droeg bij aan de goede zakenrelaties tussen beide landen. Op 24 oktober 1881 was hij uitgenodigd om de eerste klink te slaan in het Vrijheidsbeeld.
Morton werd in 1889 alsnog gekozen als vicepresident onder president Benjamin Harrison. Tijdens deze periode probeerde Harisson er een wet doorheen te krijgen waarmee het stemrecht van de zwarte bevolking in het zuiden van de Verenigde staten gegarandeerd zou worden. Deze wet werd echter tegengehouden door een filibuster in de Senaat door de Democratische Partij. Harrison verweet Morton dat hij te weinig deed om hem te helpen. Daarom koos hij Whitelaw Reid als running mate bij de presidentsverkiezingen in 1892. Harrison verloor deze verkiezingen echter van Grover Cleveland.
Zelf werd Morton in 1895 gekozen tot gouverneur van New York. In 1896 was hij een belangrijke kandidaat voor de Republikeinse nominatie voor het presidentschap, maar de partij koos uiteindelijk voor William McKinley.
Na zijn politieke carrière ging Morton aan het werk als vastgoedinvesteerder. Hij overleed uiteindelijk op de leeftijd van 96 jaar, waarmee hij de op-een-na-oudste vicepresident ooit werd.
Adams ·
Jefferson ·
Burr ·
Clinton ·
Gerry ·
Tompkins ·
Calhoun ·
Van Buren ·
R.M. Johnson ·
Tyler ·
Dallas ·
Fillmore ·
King ·
Breckinridge ·
Hamlin ·
A. Johnson ·
Colfax ·
Wilson ·
Wheeler ·
Arthur ·
Hendricks ·
Morton ·
Stevenson ·
Hobart ·
Roosevelt ·
Fairbanks ·
Sherman ·
Marshall ·
Coolidge ·
Dawes ·
Curtis ·
Garner ·
Wallace ·
Truman ·
Barkley ·
Nixon ·
L.B. Johnson ·
Humphrey ·
Agnew ·
Ford ·
Rockefeller ·
Mondale ·
Bush ·
Quayle ·
Gore ·
Cheney ·
Biden ·
Pence ·
Harris ·
Vance
- Gemeinsame Normdatei: 1175434817
- International Standard Name Identifier: 0000 0000 2578 6848
- Library of Congress Control Number: n85314575
- National Archives and Records Administration: 10568521
- Nationale Bibliotheek van Tsjechië: mzk2016929526
- Nationale Bibliotheek van Israël: 987007426404305171
- SNAC: w6tg0mrd
- Biographical Directory of the United States Congress: M001018
- Virtual International Authority File: 77771377
- WorldCat: E39PBJrgCM4QQ8T8FhJfCgVXBP